# Štrbské Pleso (stacja kolejowa)
Štrbské Pleso (słow. Železničná stanica Štrbské Pleso) – stacja kolejowa w Szczyrbskim Jeziorze, w kraju preszowskim, na Słowacji. Znajduje się w Tatrach Wysokich i obsługuje ośrodek narciarski Szczyrbskie Jezioro, będące częścią miejscowości Szczyrba.
Otwarta w 1970 roku, stanowi węzeł Tatrzańskiej Kolei Elektrycznej (TEŽ) i kolei zębatej ze Szczyrby. Jest to najwyżej położona stacja kolejowa na Słowacji i znajduje się na wysokości 1350 m n.p.m.
Jest obecnie zarządzana przez Železnice Slovenskej republiky (ŽSR) i obsługiwana przez Železničná spoločnosť Slovensko (ZSSK).

## Linie kolejowe
- 182 Szczyrba-Szczyrbskie Pleso
- 183 Poprad-Tatry - Szczyrbskie Pleso